# US Open 2013/Herrendoppel-Rollstuhl
Das Herrendoppel (Rollstuhl) der US Open 2013 war ein Rollstuhltenniswettbewerb in New York City und fand vom 5. bis zum 8. September statt.
Die Sieger der letzten Austragung 2011 waren Stéphane Houdet und Nicolas Peifer, allerdings nahm letzterer in diesem Jahr nicht teil. 

## Setzliste
| Nr. | Paarung                        | Erreichte Runde |
| --- | ------------------------------ | --------------- |
| 01. | Stéphane Houdet Shingo Kunieda | Halbfinale      |
| 02. | Gordon Reid Ronald Vink        | Halbfinale      |

## Hauptrunde
Zeichenerklärung
- Q = Qualifikant
- WC = Wildcard
- LL = Lucky Loser
- ITF = qualifiziert über ITF-Ranking
- ALT = alternate (Ersatz)
- PR = Protected Ranking
- SE = Special Exempt
- r = retired (Aufgabe)
- d = Disqualifikation
- w.o. = walkover
- [ ] = Match-Tie-Break

|  | Halbfinale | Halbfinale                         | Halbfinale | Halbfinale | Halbfinale |  |  | Finale | Finale                             | Finale | Finale | Finale |
|  |            |                                    |            |            |            |  |  |        |                                    |        |        |        |
|  |            |                                    |            |            |            |  |  |        |                                    |        |        |        |
|  | 1          | Stéphane Houdet Shingo Kunieda     | 6          | 0          | 4          |  |  |        |                                    |        |        |        |
|  |            | Michaël Jeremiasz Maikel Scheffers | 2          | 6          | 6          |  |  |        |                                    |        |        |        |
|  |            |                                    |            |            |            |  |  |        | Michaël Jeremiasz Maikel Scheffers | 6      | 4      | 6      |
|  |            |                                    |            |            |            |  |  |        | Gustavo Fernández Joachim Gérard   | 0      | 6      | 3      |
|  |            | Gustavo Fernández Joachim Gérard   | 7          | 65         | 7          |  |  |        |                                    |        |        |        |
|  | 2          | Gordon Reid Ronald Vink            | 65         | 7          | 5          |  |  |        |                                    |        |        |        |
|  |            |                                    |            |            |            |  |  |        |                                    |        |        |        |